# Nicolás I el Místico
Nicolás I el Místico (griego: Νικόλαος Α΄ Μυστικός; Italia, 852 – Constantinopla, 15 de mayo de 925), fue un obispo, teólogo y político bizantino, patriarca de Constantinopla de marzo de 901 a febrero de 907 y de mayo de 912 hasta su muerte en 925.

## Biografía
Nicolás nació en la península italiana. No se conoce nada de ese período de su vida y de sus estudios, aunque el examen de sus escritos es testimonio de su gran cultura. Nicolás era amigo del patriarca Focio. Cae en desgracia como Focio tras el despido de éste por parte del emperador bizantino León VI el Sabio en 886 y se retira a un convento. El mismo León VI le reclamó y le nombró Μυστικός (mystikòs), secretario del emperador. El 1 de marzo de 901, Nicolás fue nombrado patriarca de Constantinopla.
Nicolás caería de nuevo en desgracia con el emperador tras negarse a celebrar su matrimonio con Zoe Karbonopsina. Zoe tenía un hijo varón de León VI, el futuro Constantino VII Porfirogéneta (2 de septiembre de 905). El emperador que estaba viudo por tercera vez desde 901 y no tenía descendencia masculina, decidió hacerla su esposa y legitimar al futuro heredero del trono. Sin embargo, las leyes bizantinas impedían el cuarto matrimonio, por lo que Nicolás se negó a celebrar los esponsales. León promete renunciar a la boda si el niño es bautizado, y lo es el 6 de enero de 906 con el nombre de Constantino. León, contraviniendo el acuerdo, el 9 de enero se casa igualmente con Zoe gracias a un sacerdote cómplice. Nicolás respondió prohibiéndole al emperador la entrada en Hagia Sophia. Por otro lado, cabe la posibilidad de que Nicolás estuviera involucrado en la revuelta del general Andrónico Ducas. León, que no acepta la prohibición, pide la intervención del papa Sergio III, que contesta diciendo que el derecho al matrimonio múltiple era arbitrario. Nicolás fue depuesto por el emperador del cargo de patriarca el 1 de febrero de 907 y sustituido por Eutimio I. Exiliado en su convento, Nicolás consideró injusta la decisión y la intervención del papado. Esto dará origen a uno de los cismas dentro de la Iglesia, llamado "Cisma de la tetragamia", o sea "cisma de las cuatro bodas".
Nicolás fue repuesto en el patriarcado tras la muerte de León (11 de mayo de 912) y el ascenso al trono de Alejandro III, hermano de León VI. Al nombramiento siguió una prolongada lucha entre los partidarios de Nicolás y los de Eutimio, que sólo tendría fin cuando en 920, el nuevo emperador Romano I promulgó el llamado Tomos Unionis, un códice que prohibía nuevamente las cuatro bodas. Alejandro había muerto en 913 tras haber provocado una guerra con Bulgaria, y había subido al trono Costantino VII Porfirogéneta, menor de edad. Nicolás el Místico se convierte en el principal miembro de la regencia del joven emperador, y como tal debe afrontar las pretensiones de Simeón I de Bulgaria sobre Constantinopla. Nicolás negoció una solución pacífica: coronó a Simeón emperador de los búlgaros en una ceremonia que se desarrolló lejos de Constantinopla, y organizó un matrimonio entre la hija de Simeón y Constantino VII.
Las concesiones a Simeón de Bulgaria eran impopulares en Constantinopla y minaron la posición de Nicolás, de modo que en marzo de 914 Zoe destituyó a Nicolás de la regencia. Zoe revocó el acuerdo de Nicolás y Simeón, reanudando las hostilidades con Bulgaria. Pero su principal partidario León Focas el Viejo fue derrotado duramente en 917, en una batalla victoriosa para los búlgaros de Simeón en la que encontrarían la muerte muchos comandantes bizantinos. En dificultades por esta derrota, Zoe y sus partidarios fueron sustituidos por el almirante Romano Lecapeno que impone el matrimonio de la hija de Simeón, Elena, con Constantino y que es proclamado emperador en 920. El patriarca Nicolás acaba siendo uno de los más fuertes partidarios del nuevo emperador y retoma las negociaciones con los búlgaros, que conducirá hasta su muerte en 925.
Además de sus numerosas cartas a varios dignatarios y gobernantes extranjeros, Nicolás escribió una homilía sobre el saqueo de Salónica por parte de los árabes en 904. Era un pensador crítico que esforzó en poner en duda la autoridad de las citas del Antiguo Testamento y la convicción de que una orden del emperador era una ley no escrita.
| Predecesor: Antonio II | Patriarca de Constantinopla 901 – 907 | Sucesor: Eutimio I  |
| Predecesor: Eutimio I  | Patriarca de Constantinopla 912 – 925 | Sucesor: Esteban II |